# Maranta arundinacea
Die zur Gattung Maranta gehörende Maranta arundinacea ist eine Nutzpflanze. Aus ihr wird das sogenannte „Pfeilwurzelmehl“ gewonnen. Ihr deutscher Name Pfeilwurz ist zugleich die deutsche Bezeichnung für die gesamte botanische Gattung Maranta. Maranta arundinacea gehört der Familie der Pfeilwurzgewächse (Marantaceae) an.

## Beschreibung
Maranta arundinacea ist eine mehrjährige krautige, bis 1,5 Meter hohe Pflanze. Die verzweigten Stängel sind kahl bis behaart. Sie bildet bis 30 Zentimeter lange, fleischige Rhizome aus.
Die eilanzettlichen und manchmal panaschierten Blätter sind bis 22 Zentimeter lang und 8 Zentimeter breit. Sie stehen zweizeilig und besitzen Blattscheiden. Die basalen Blätter sind langgestielig, die Stängelblätter sind oft gar nicht gestielt. Die Blätter sind spärlich behaart und ganzrandig.
Die Blüten erscheinen in drei gestielten, meist Zweier- bis selten Dreiergruppen, die von langen, spathaförmigen Deckblättern (Vorblättern) unterlegt sind, an langstieligen und endständigen Blütenständen.
Die gestielten, kleinen, weißen und dreizähligen Blüten mit doppelter Blütenhülle sind zwittrig. Der Kelch mit drei schmalen eilanzettlichen Blättern ist bis 1,7 Zentimeter lang. Die lange, unten bauchige Kronröhre ist oft verdreht mit drei Lappen am Ende. Es sind 2–3 petaloide Staminodien im äußeren Kreis vorhanden. Im inneren Kreis sind zwei Staminodien und ein (halbes) Staubblatt ausgebildet. Der unterständige, einkammerige Fruchtknoten mit einer Samenanlage ist manchmal behaart. Es sind Septalnektarien vorhanden. Der Griffel besitzt einen schnauzenförmigen Griffelkopf, in dem die Narbe liegt.
Es werden einsamige, rundliche und fachspaltige Kapselfrüchte gebildet. Die dreikantigen Samen besitzen einen Arillus.

## Verbreitung
Es ist eine Nutzpflanze tropischer Breiten. Die Art ist unter anderem in Mexiko beheimatet, kommt aber ursprünglich von den Westindischen Inseln bis ins tropische Mittel- und Südamerika vor und wird in Australien, Indien, Südostasien und Südafrika kultiviert. Wichtige Herstellungsländer sind auch Brasilien und Thailand.

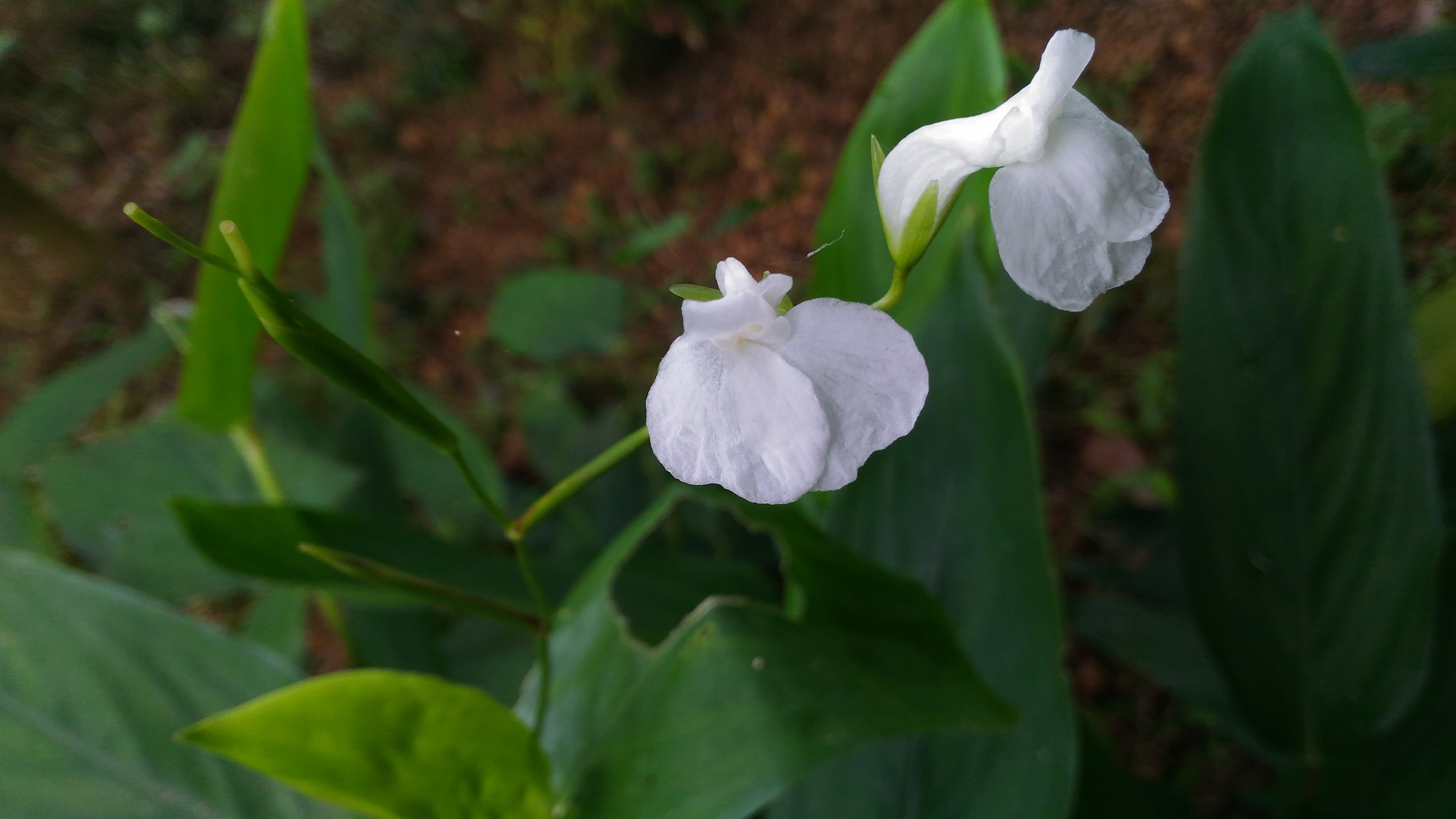
Maranta arundinacea, blühend

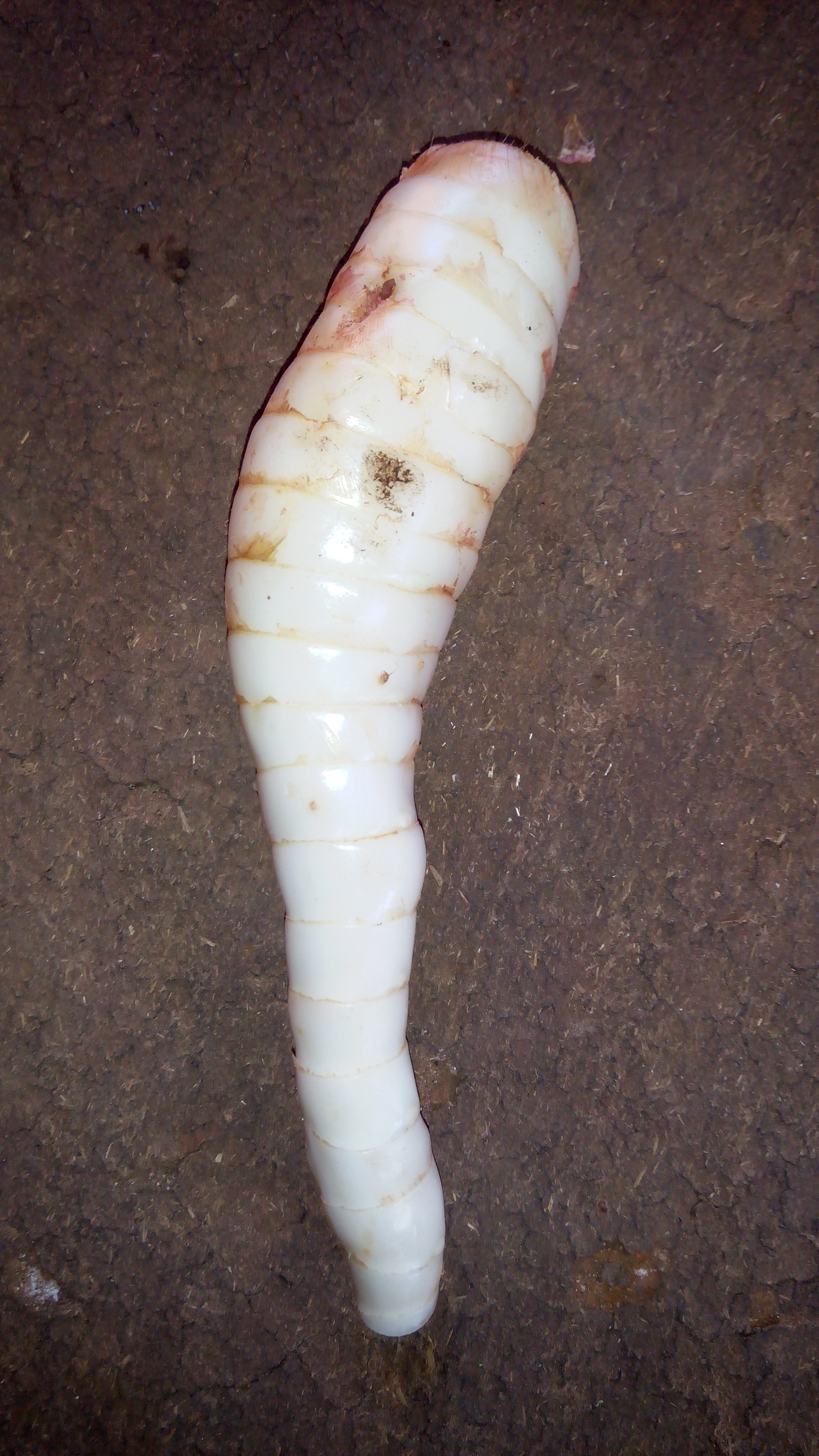
Maranta arundinacea, Rhizom

## Nutzung
Das südamerikanische Volk der Arawaks benutzte das Stärkemehl aus dem Rhizom dieser Pflanze, um Gift aus Wunden zu ziehen, das durch vergiftete Pfeile in die Wunde gelangt war.
Das aus dieser Pflanze gewonnene Stärkeprodukt wird im Handel gelegentlich auch unter der Bezeichnung Arrow Root angeboten und ist leichter verdaulich als Weizenmehl bzw. dessen Stärke. Da diese Stärke bei etwas niedrigerer Temperatur (ca. 65 °C) als Mehl oder Maisstärke eindickt, wird Pfeilwurz häufig für delikate Soßen, Puddinge und Glasuren verwendet, die nicht kochen dürfen. Das Pfeilwurzelmehl sollte vor der Zugabe zu heißen Soßen etc. in kalter Flüssigkeit angerührt werden.
Im Gegensatz zu anderen handelsüblichen Stärkeprodukten wie z. B. Kartoffelstärke oder Maisstärke, die angedickte Soßen trüb bis milchig werden lassen, erhält Pfeilwurzelmehl auch die ursprüngliche Klarheit von Soßen und z. B. Säften (Herstellung von Gelees). Pfeilwurzelmehl bzw. Arrowroot ist absolut geruchs- und geschmacksneutral. Es dickt etwa doppelt so stark wie Weizenmehl ein.
Ähnlich ist auch Kudzu und der Ostindische Pfeilwurz.